# Фридман, Роза
Роза Директор Фридман (англ. Rose Director Friedman — Ро́уз Дире́ктор Фри́дмен; декабрь 1910 года, Старый Чарторыйск, Волынская губерния — 18 августа 2009 года, Дэвис, Калифорния) — американский экономист. Сестра известного экономиста Аарона Директора (1901—2004) и жена нобелевского лауреата экономиста Милтона Фридмана (1912—2006).

## Биография
Родилась в селении Старый Чарторыйск (ныне в Волынской области, Украина) в декабре 1910 года (данные о точной дате её рождения были утеряны). В 1913 году её семья эмигрировала в США.
Училась в Рид-колледже; в аспирантуре была у Фрэнка Найта в Чикагском университете. С 1938 года замужем за Милтоном Фридманом, который учился вместе с ней в Чикагском университете. В дальнейшем работала в Национальном бюро экономических исследований.
Основательница (вместе с мужем) «Фонда М. и Р. Фридман».
Скончалась от сердечного приступа у себя дома в Дэвисе (Калифорния) 18 августа 2009 года в возрасте 98 лет.
В семье Розы и Милтон Фридманов было двое детей: дочь Джэнет (Janet) и сын Дэвид.

## Основные произведения
- «Капитализм и свобода» (Capitalism and Freedom, 1962, в соавторстве с М. Фридманом).
- «Бедность: определение и перспектива» (Poverty: Definition and Perspective, 1965).
- «Свобода выбора» (Free to Choose, 1980, в соавторстве с М. Фридманом);

русск.пер.: Фридман М., Фридман Р. Свобода выбирать: наша позиция. — М.: Новое издательство, 2007. — 356 с. — (Библиотека Фонда «Либеральная миссия»)
- «Милтон и Роза Фридман: два счастливых человека» (Milton and Rose D. Friedman, Two Lucky People, 1998, в соавторстве с М. Фридманом).